# Secretari general de l'Organització de la Unitat Africana
El Secretari General era el cap del Secretariat de l'Organització de la Unitat Africana.

## Llista
| # | Retrat | Secretari             | Pren possessió         | Deixa el càrrec        | Estat         | Regió             |
| - | ------ | --------------------- | ---------------------- | ---------------------- | ------------- | ----------------- |
| – |        | Kifle Wodajo (interí) | 25 May 1963            | 21 de juliol de 1964   | Ethiopia      | Àfrica oriental   |
| 1 |        | Diallo Telli          | 21 de juliol de 1964   | 15 de juny de 1972     | Guinea        | Àfrica Occidental |
| 2 |        | Nzo Ekangaki          | 15 de juny de 1972     | 16 de juny de 1974     | Cameroon      | Àfrica central    |
| 3 |        | William Eteki         | 16 de juny de 1974     | 21 de juliol de 1978   | Cameroon      | Àfrica central    |
| 4 |        | Edem Kodjo            | 21 de juliol de 1978   | 12 de juny de 1983     | Togo          | Àfrica Occidental |
| 5 |        | Peter Onu (interí)    | 12 de juny de 1983     | 20 de juliol de 1985   | Nigeria       | Àfrica Occidental |
| 6 |        | Ide Oumarou           | 20 de juliol de 1985   | 19 de setembre de 1989 | Níger         | Àfrica Occidental |
| 7 |        | Salim Ahmed Salim     | 19 de setembre de 1989 | 17 de setembre de 2001 | Tanzania      | Àfrica oriental   |
| 8 |        | Amara Essy            | 17 de setembre de 2001 | 19 de juliol de 2002   | Costa d'Ivori | Àfrica Occidental |